# Corvus Corax (группа)
Corvus Corax — музыкальный коллектив из Германии. Группа играет в жанре «средневековый фолк» с 1989 года, записала большое количество студийных и концертных альбомов и неоднократно представляла композиции на сборниках, в том числе приняла участие в создании саундтрека к игре Dungeon Keeper. Совершенно особую славу они заслужили, записывая музыку к всевозможным историческим экранизациям. Название группы идентично научному (латинскому) названию ворона обыкновенного — Corvus сorax.

## История
К 1993 году они имели культовый статус как группа, исполняющая живую средневековую музыку, массу выступлений на фестивалях по всей Европе за плечами, а в 1994 году были приглашены на карнавал в Вену. Музыкальные инструменты изготавливает один из участников группы (из тех материалов, из которых их делали в Средневековье). В 1996 выходит MCD Tanzwut, на котором музыканты поэкспериментировали в смешении средневекового звучания и электроники. Довольные результатом, они организовывают в 1998 году сайд-проект, получивший название одноимённого альбома Tanzwut, который продолжает идею скрещивания средневековой музыки с электронной, а также роком, но в альбоме Schattenreiter прослеживается уклон к индастриалу. Corvus Corax выступают как отдельная группа, и ими на данный момент записан альбом Cantus Buranus II (2008), на котором музыканты исполняют средневековую музыку вместе с симфоническим оркестром и хором, поющем полностью на латинском языке. Подобный эксперимент был проведён в Cantus Buranus (2005).
В 2010 году пути Corvus Corax и Tanzwut окончательно разошлись — Teufel и Martin Ukrasvan покинули состав Corvus Corax и продолжили играть в Tanzwut. Их место заняли барабанщик Steve the Machine, успевший недолго побыть в составе «нового» Tanzwut, и волынщик Vit. В 2011 году, вдохновившись участием в создании кельтской рок-оперы «Эскалибур», группа записывает новый альбом Sverker, на котором группа обращается к народным мотивам скандинавов и кельтов. В стартовавшем туре в поддержку альбома группу вскоре начинает сопровождать коллектив перкуссионистов Wadokyo из Дюссельдорфа, специализирующийся на японских барабанах тайко. 13 апреля 2013 года выходит концертный альбом и DVD Sverker Live, записанный в 2012 году на фестивалях Summer Breeze (Германия) и Castlefest (Нидерланды). Вскоре была объявлена приблизительная дата выхода нового альбома Gimlie — осень 2013 года. В сентябре была представлена обложка альбома и треклист, а сам релиз был запланировал на 15 ноября. Тур в поддержку альбома стартовал 27 ноября, и продолжается до сих пор.
2 декабря 2014 года на официальной странице группы в Facebook было объявлено о том, что в 2015 году один из основателей Corvus Corax, Wim, покинет группу, чтобы посвятить себя изготовлению музыкальных инструментов.

## Состав

### Текущий состав
- Castus Rabensang — вокал, волынка, шалмей, буцина, систр, мандолина, лира, трумшайт, органистр (с 1989 г.)
- Hatz — ударные, перкуссия, бэк-вокал (с 1997 г.)
- Harmann der Dresher (Norri Drescher) — ударные, перкуссия, бэк-вокал (с 2000 г.)
- Vit — волынка, шалмей, корнет, бэк-вокал (с 2011 г.)
- Michael Frick — бас-цитол (с 2017 г.)
- Alejandro Piedra Gálvez (Xandru) — волынка, шалмей (с 2019 г.)
- Victor Aloudist Blumen — волынка, шалмей, органистр (с 2019 г)

### Бывшие участники
- Wim (Venustus) — волынка, шалмей, буцина, органистр, бэк-вокал (1989—2015, 2017—2019)
- Meister Selbfried — волынка, шалмей, бомбарда, флейта (1990—2005)
- Der heilige St. Brandanarius (Brandan) — волынка, шалмей, бомбарда (1993—2002)
- Donar von Avignon — ударные, перкуссия (1993—2002)
- Tritonus der Teufel — волынка, шалмей, трумшайт (1996—2010)
- Strahli der Animator — ударные, перкуссия (2000—2002)
- Patrick der Kalauer — давул, литавры (2002—2009)
- Jagbird — ударные, перкуссия (1996—1997)
- Ardor vom Venushügel — волынка, шалмей, трумшайт (2002—2009)
- Martin Ukrasvan — давул, литавры, перкуссия (2009—2010)
- Pan Peter — волынка, шалмей, бэк-вокал (2009—2017)
- Steve the Machine — ударные, перкуссия, бэк-вокал (2011—2017)
- Jordon — волынка, шалмей (2006—2009, 2014—2019)

## Дискография

### Студийные альбомы
- 1989 — Ante Casu Peccati
- 1991 — Congregatio (совместно с Zumpfkopule)
- 1993 — Inter Deum Et Diabolum Semper Musica Est
- 1995 — Tritonus
- 1998 — Viator
- 1999 — Tempi Antiquii (Ранее неизданный материал, записанный в 1988—1992 годах)
- 2000 — Mille Anni Passi Sunt
- 2002 — Seikilos
- 2005 — Cantus Buranus
- 2006 — Venus Vina Musica
- 2008 — Cantus Buranus II
- 2008 — Cantus Buranus — Das Orgelwerk
- 2011 — Sverker
- 2013 — Gimlie
- 2017 — Der Fluch des Drachen
- 2018 — Skál
- 2021 — Die Maske Des Roten Todes
- 2022 — Era Metallum

### Мини-альбомы
- 1996 — Tanzwut
- 2000 — Märchen aus alter Zeit

### Концертные альбомы
- 1998 — Live auf dem Wäscherschloß
- 2003 — Gaudia Vite — Live
- 2006 — Cantus Buranus — Live in Berlin
- 2009 — Live in Berlin
- 2010 — Cantus Buranus — Live in München
- 2013 — Sverker Live (совместно с Wadokyo)
- 2015 — Live 2015

### Сборники
- 2000 — MM
- 2000 — In Electronica: Zona Extrema
- 2006 — Best of Corvus Corax
- 2007 — Kaltenberg Anno MMVII
- 2010 — Kaltenberg Anno MMX
- 2016 — Ars Mystica: Selectio 1989—2016

## Дискография сайд-проектов

### Tanzwut(1998—2010)

#### Студийные альбомы
- 1999 — Tanzwut
- 2000 — Labyrinth der Sinne
- 2003 — Ihr Wolltet Spaß
- 2006 — Schattenreiter

#### Концертные альбомы
- 2004 — Live

#### Синглы
- 1998 — Exkremento / Tanzwut (Remix)
- 1999 — Augen zu
- 1999 — Weinst Du? (совместно с Umbra et Imago)
- 1999 — Verrückt
- 2000 — Tanzwut
- 2000 — Bitte bitte
- 2001 — Eiserne Hochzeit
- 2001 — Feuer und Licht (совместно с Umbra et Imago)
- 2003 — Nein nein
- 2005 — Immer noch wach (совместно с Schandmaul)

#### Студийные альбомы
- 2012 — Gassenhauer
- 2016 — Fräulein könn' Sie linksrum tanzen